# Fascismo na China
Movimentos fascistas ganharam tração em muitos países asiáticos na década de 1920, incluindo na China.

## Kuomintang
O Partido Nacionalista Chinês (Kuomintang) tinha uma suposta ligação com o fascismo quando liderado por Chiang Kai-shek.
A Sociedade dos Camisas Azuis é muitas vezes descrita como um dos grupos fascistas mais relevantes na China na época. Começou como uma sociedade secreta nas forças armadas do Kuomintang antes de ser reformada dentro do partido. Na década de 1930, influenciou a economia e a sociedade chinesa. O historiador Jeffrey Crean observa, no entanto, que os Camisas Azuis impactaram apenas a política de elite, não a grande maioria da população da China. Os Camisas Azuis desprezavam a democracia liberal e ressaltavam a utilidade política da violência. Eles foram influenciados pelo contato do Kuomintang com conselheiros nazistas e inspirados pelos Camisas Marrons da Alemanha e os Camisas Pretas da Itália. Contudo, diferente dessas organizações, os Camisas Azuis eram compostos pelas elites políticas, não pelas massas populares.
Os estreitos laços sino-alemães também promoveram a cooperação entre o Governo Nacionalista e a Alemanha Nazista no início e meados da década de 1930. No entanto, apesar da lua de mel diplomática inicial entre a China Nacionalista e a Alemanha Nazista, a relação sino-alemã deteriorou-se rapidamente, pois a Alemanha não conseguiu uma distensão entre a China e o Japão, o que levou à eclosão da Segunda Guerra Sino-Japonesa. Posteriormente, a China declarou guerra aos países fascistas, incluindo a Alemanha, a Itália e o Japão, como parte das Declarações de Guerra durante a Segunda Guerra Mundial, e tornou-se a nação antifascista mais poderosa da Ásia.

### Movimento Vida Nova
O Movimento Vida Nova foi um movimento cívico liderado pelo governo chinês na década de 1930, iniciado por Chiang Kai-shek para promover a reforma cultural e a moralidade social neoconfucionista e, por fim, unir a China sob uma ideologia centralizada após o surgimento de desafios ideológicos ao status quo. O movimento tentou combater as ameaças do imperialismo ocidental e japonês por meio da ressurreição da moralidade tradicional chinesa, que considerava superior aos valores ocidentais modernos. Como tal, o movimento baseava-se no confucionismo, misturado ao cristianismo, ao nacionalismo e ao autoritarismo, que apresentavam algumas semelhanças com o fascismo. Rejeitava o individualismo e o liberalismo, ao mesmo tempo que se opunha ao socialismo e ao comunismo. Alguns historiadores consideram esse movimento uma imitação do nazismo e um movimento neonacionalista usado para elevar o controle de Chiang sobre a vida cotidiana. O estudioso e professor universitário estadunidense Frederic Wakeman sugeriu que o Movimento Nova Vida era um "fascismo confucionista". O Movimento Nova Vida inspirou-se na Sociedade das Camisas Azuis, embora alguns historiadores relutem em defini-la como fascista.

### FacçãoKai-tsu p'aido Kuomintang
Wang Jingwei, um ultranacionalista anticomunista membro do Kuomintang, em particular da facção nacionalista de esquerda Kai-tsu p'ai (Grupo de Reorganização), era inicialmente hostil ao fascismo na Europa. No entanto, gradualmente passou a apoiar o fascismo, especialmente as políticas econômicas nazistas, no final da década de 1930. A visita de Wang à Alemanha em 1936 mudou sua visão sobre o fascismo e, posteriormente, ele falou positivamente sobre os estados fascistas europeus, dizendo: 
"Vários países avançados já expandiram sua vitalidade nacional e aumentaram a força de seu povo e não têm mais medo de agressões estrangeiras".
O publicitário T'iang Leang-Li do jornal People's Tribune associado ao Kai-tsu p'ai promoveu o fascismo na Europa enquanto tentava distanciar o Kai-tsu p'ai de seus aspectos abertamente negativos, e escreveu em 1937:
"Independentemente do que possamos pensar sobre os métodos e políticas fascistas e nazistas, devemos reconhecer o fato de que seus líderes garantiram o apoio entusiástico de suas respectivas nações".
T'iang afirmou que as "coisas tolas, imprudentes e até cruéis" praticadas em estados fascistas foram feitas de forma positiva para provocar "uma tremenda mudança na perspectiva política do povo alemão e italiano". T'iang escreveu artigos que avaliavam positivamente o caráter socialista do nazismo. Da mesma forma, Shih Shao-pei, do Kai-tsu p'ai, repreendeu os críticos chineses do nazismo, dizendo: 
"Nós, na China, [...] ouvimos muito sobre as atividades nacionais e outras atividades de agitação dos nazistas, e não o suficiente sobre o trabalho socialista que eles estão realizando".
Shih Shao-pei escreveu sobre relatos de melhorias nas condições de trabalho em fábricas alemãs, as férias concedidas aos funcionários pela Kraft durch Freude, a melhoria das relações entre empregadores e empregados e os campos de trabalho do serviço público aos desempregados. Outros trabalhos no People's Tribune falaram positivamente sobre o nazismo, dizendo que ele estava trazendo a "integração das classes trabalhadoras... ao estado nacional-socialista e a abolição... dos elementos malignos do capitalismo moderno".

## República Popular da China

### Fascismo feudal
Fascismo feudal, também chamado de totalitarismo revolucionário feudal, era um termo oficial usado pelo Partido Comunista Chinês (PCCh) pós-Mao Tsé-Tung para designar a ideologia e o governo de Lin Biao e da facção maoísta Camarilha dos Quatro durante a Revolução Cultural. O rascunho do Projeto 571, escrito em 1971, declarava que a República Popular da China (RPC) sob o governo Mao seguia o "social-fascismo" e o "social-feudalismo". Na Conferência Central do Trabalho realizada em 1978, Ye Jianying foi o primeiro a chamar Lin e a Camarilha dos Quatro de "fascistas feudais". Ele acreditava que Lin Biao e a Camarilha dos Quatro usavam o socialismo para disfarçar o feudalismo, dizendo que estavam utilizando o socialismo para se opor ao capitalismo, mas na verdade estavam usando o feudalismo para se opor ao socialismo. Isso foi reconhecido por Li Weihan, Hu Yaobang, Deng Xiaoping e outros. Em 1979, o presidente do Comitê Permanente do Congresso Nacional do Povo, Ye Jianying, descreveu o regime Mao como uma "ditadura fascista feudal" devido ao seu terror baseado no culto à personalidade, no nacionalismo e no autoritarismo, apesar das políticas superficialmente socialistas.

### China contemporânea
Apesar de não existir consenso, alguns relatos contemporâneos da RPC a descreveram como fascista e fizeram analogias com a Alemanha Nazista. Hu Deping, filho de Hu Yaobang, usou o termo em uma discussão sobre a sociedade da RPC em 2005.
Um dos elementos mais marcantes do fascismo é o nacionalismo exacerbado. Na RPC contemporânea, há uma forte ênfase no "rejuvenescimento da nação chinesa", frequentemente evocado por Xi Jinping. A ideia do "sonho chinês" tem elementos comparáveis ao nacionalismo fascista: um passado glorioso, um período de humilhação (como a colonização e as guerras do ópio), e um futuro redentor sob um Estado forte e unido. Entre outros aspectos similares estão: o forte culto à personalidade; a subordinação do setor privado ao Estado em detrimento da abolição total do capitalismo, numa economia "socialista" (socialização da economia e socialismo com características chinesas); militarização e expansão (no caso da RPC, reinvindicações no Mar do Sul da China, anexação do Tibete, anexação de Taiwan e projetos como Nova Rota da Seda); e unipartidarismo por restrição à oposição.
Além disso, o PCCh promove uma narrativa revisionista, destacando o papel heroico do partido na libertação da China, minimizando ocorridos do passado (como o Grande Salto Adiante ou a Revolução Cultural) e criando uma identidade coletiva coesa, ainda que para isso tenha que impor assimilação a minorias como os uigures.
Entretanto, tais descrições da RPC chegam a ser chamadas de "superficiais". Por exemplo, o historiador estadunidense John Delury criticou o uso do termo para descrever a China contemporânea, enquanto o jornalista inglês Edward Luce chamou tais analogias de "a-históricas". Ademais, a RPC, bem como o PCCh, têm o marxismo-leninismo como base e o comunismo como parte da sua identidade cultural, contrastando com o anticomunismo inerente ao fascismo clássico.